# Soissons-sur-Nacey
Soissons-sur-Nacey è un comune francese di 324 abitanti situato nel dipartimento della Côte-d'Or nella regione della Borgogna-Franca Contea.

## Società

### Evoluzione demografica
Abitanti censiti